# Leonid (Polakow)
Leonid, imię świeckie Lew Lwowicz Polakow (ur. 6 lutego?/19 lutego 1913 w Petersburgu, zm. 8 września 1990 w Rydze) – rosyjski biskup prawosławny. 

## Życiorys
Urodził się w rodzinie lekarza. W 1939 ukończył w Leningradzie studia na wydziale chemicznym oraz studia medyczne (specjalność: pediatria), po czym rozpoczął praktykę lekarską. Brał udział w wojnie radziecko-fińskiej jako lekarz wojskowy. 
13 listopada 1949 został wyświęcony na diakona, zaś tydzień później - na kapłana przez metropolitę leningradzkiego Grzegorza. Służył w różnych cerkwiach leningradzkich. w 1952 w trybie eksternistycznym ukończył Leningradzką Akademię Duchowną, uzyskując tytuł kandydata nauk teologicznych. 1 września 1952 w Monasterze Pskowsko-Pieczerskim złożył wieczyste śluby mnisze z imieniem Leonid. W 1953 został wykładowcą Leningradzkiej Akademii Duchownej. Od 1957, jako archimandryta, został inspektorem Moskiewskiej Akademii Duchownej oraz działającego w Moskwie seminarium, gdzie wykładał homiletykę. W 1959 otrzymał tytuł naukowy profesora teologii. 
11 czerwca 1959 miała miejsce jego chirotonia na biskupa kurskiego i biełgorodzkiego. W charakterze konsekratorów w ceremonii udział wzięli metropolita kruticki i kołomieński Mikołaj, arcybiskup wileński i litewski Roman oraz biskup dmitrowski Pimen. 9 kwietnia 1962 został biskupem możajskim, wikariuszem eparchii moskiewskiej, zachowując tymczasowy zarząd eparchii kurskiej. W 1962 otrzymał również godność arcybiskupią. 5 sierpnia 1963 został arcybiskupem jarosławskim i rostowskim, w roku następnym przeniesiono go na katedrę permską i solikamską. W 1966 objął katedrę ryską i łotewską. W 1979 otrzymał godność metropolity. 
Zmarł w 1990.